# Baaldag
Een baaldag is in Vlaanderen in het informele spraakgebruik een dag ziekteverlof zonder dat er formele verantwoording voor nodig is. In Nederland is het spreektaal voor een dag waarop iemand minder lekker in zijn vel zit, doorgaans in relatie tot werk.

## Vlaanderen
Het is in België gangbaar om werknemers bij ziekte een formele verantwoording van een huisarts te laten overhandigen; een bewijs voor de werkgever dat aantoont dat de werknemer daadwerkelijk ziek is geweest. Sommige bedrijven hanteren hieromtrent een coulanceregeling in hun secundaire arbeidsvoorwaarden. Er hoeft geen briefje te worden overhandigd als een werknemer niet langer dan één dag ziekteverlof heeft opgenomen. In zo'n geval spreekt men over een baaldag.
Sinds november 2022 is een nieuwe wet van kracht waardoor Belgische werknemers ook zonder formele verantwoording 1 dag ziekteverlof kunnen krijgen. (Max. 3 dagen per jaar) 

## Nederland
In Nederland wordt de term meer in algemene zin gebruikt, om een dag te beschrijven waarop men baalt van problemen die spelen, stress op het werk en/of de persoonlijke situatie waarin men verkeert. Een baaldag leidt nog al eens tot ziekteverzuim, al dan niet onterecht. Omdat het vaak onduidelijk is of er van daadwerkelijke 'ziekte' gesproken kan worden, kiest de werknemer er echter ook vaak voor om in zo'n geval een snipperdag op te nemen. Het tegengaan van baaldagen door het verbeteren van de werkomstandigheden, het organiseren van bedrijfsuitjes of andere ontspannende activiteiten kan voor veel bedrijven een goede manier zijn om het ziekteverzuim onder de werknemers terug te dringen. Mensen met een baaldag kunnen zichzelf ook proberen "op te laden" door ontspanning en gesprekken met anderen over de problemen die spelen.
In andere talen worden vergelijkbare begrippen gebruikt, al zijn er subtiele verschillen. Zo wordt het Engelse begrip bad hair day ("slechte haardag") zowel gebruikt voor dagen van algemene sores, alsook iets specifieker voor dagen waarop je haar maar niet goed wil zitten - hetgeen overigens vaak samen lijkt te gaan. Het is een internationaal bekende term geworden en heeft ook culturele spin-off opgeleverd zoals het album Bad Hair Day van Weird Al Yankovic.
In Duitsland heeft men (nog) geen ingeburgerde term voor het fenomeen, maar spreekt men wat algemener van ein schlechter tag ("een slechte dag").